# مشروع البيضاء
مشروع البيضاء في المناطق الريفية، غرب المملكة العربية السعودية، هو برنامج استصلاح الأراضي، وتخفيف حدة الفقر، وبرنامج الحفاظ على التراث، على أساس مبادئ التصميم المعماري والهيدرولوجي. تقع على بعد 50 كيلومترًا (20 ميلًا) جنوب مكة المكرمة في إمارة مكة المكرمة، البيضاء هي منطقة تتميز بالسفوح الصخرية والقاحلة لجبال الحجاز. القبائل البدوية هم السكان الرئيسيون في هذه المنطقة. تأسست في عام 2009 بقيادة نيل سباكمان والشريك المؤسس منى حمدي، بدأت البيضاء  في رؤية نتائج عملية وبيئية، كما هو هنا.

## هدف المشروع
يركز المشروع على خلق بيئة مستدامة اجتماعيًا وثقافيًا وبيئيًا واقتصاديًا. الهدف الرئيسي للمشروع هو خلق استقلالية مالية واجتماعية للسكان، من خلال تدريبهم وتعليمهم وتوظيفهم في أنشطة البنية التحتية، وبناء القدرات التي يباشر بها مشروع البيضاء.
هدف البيضاء البيئي هو إبطال التصحر. ويتم تحقيق ذلك إلى حد كبير عن طريق جمع مياه الأمطار، من خلال استخدام المدرجات الصخرية والمصاطب (أو السدود الصغيرة)، فضلا عن تجميع المياه الجارية في خطوط المنخفضات. هذا يدعم تشجير الأشجار المقاومة للجفاف، مثل أشجار النخيل، في [المناظر الطبيعية]. ويتمثل تركيز آخر للبرنامج في إبطاء الفيضانات المفاجئة في المناطق المرتفعة، وبمرور الوقت، تحويلها إلى تيارات أو وديان، كما هو موضح هنا. في المستقبل البعيد، تأمل البياضة في تحويل المنطقة إلى النظام البيئي السافانا، جزئيًا، عن طريق التجدد الطبيعي المدعوم، الحفاظ على الرعي، وآثار التبخر الباطن وإعادة تدوير الرطوبة في الغلاف الجوي.
في عام 2016 ، تلقى مشروع البيت الأبيض ثناءً من صاحب السمو الملكي الأمير خالد الفيصل على العمل الإبداعي الذي قام به سكان البيضاء كنموذج للتميز الوطني في العمل الإنساني والاستدامة والابتكار.
وقد نجح مشروع مماثل، أشرف عليه جويف لاوتون (الذي قدم نصيحة في تصميم البيضة)، في وادي رم في جنوب الأردن.

## وصلات خارجية
- عرض فيديو عن تقنيات التصميم الهيدرولوجي هذا، مع لقطات فيديو من مشروع البيضاء
- مقدمة عامة عن المشروع